# Tharcisse Kasongo Mwema Yamba-Yamba
Tharcisse Kasongo Mwema Yamba-Yamba (geb. Oktober 1952, Katanga, Belgisch Kongo; gest. 12. November 2022, Kinshasa, Demokratische Republik Kongo) war ein Journalist und Politiker in der Demokratischen Republik Kongo.

## Leben
Kasongo wuchs auf in Lubumbashi und begann seine journalistische Karriere 1972 im Bereich Sport. Später wurde er Pressesekretär für die Regierung von Zaire.
1992 ging er nach Frankreich, nachdem eine Petition, welche von Präsident Mobutu Sese Seko Informationsfreiheit gefordert hatte, fruchtlos geblieben war. Er ging zu Radio France Internationale und berichtete über Afrika.
Kasongo kehrte 2008 in die Demokratische Republik Kongo zurück, um an der Universität Lubumbashi zu lehren und schloss sich dem Kyondo Radio Télévision an. Am 29. April 2019 wurde er Regierungssprecher, unterstützt von Tina Salama, und gestaltete Programme für Radio Okapi. 2022 wurde er Vorsitzender der Agence congolaise de presse.
Kasongo starb am 12. November 2022 im Alter von 70 Jahren in Kinshasa.

## Familie
Kasongo war verheiratet mit Mbungu Tshibangu, einer Journalistin und Kollegin als ehemalige Beamtin in Zaire  und im Radio «Voix du Zaïre», Lubumbashi.

## Werke
- Enjeux et Publics de la télévision en République Démocratique du Congo (1990-2005). 2007.[9]